# Feliciano (Uruguay)
Feliciano ist eine Ortschaft im Zentrum Uruguays.

## Geographie
Sie befindet sich im westlichen Teil des Departamento Durazno in dessen Sektor 12. Knapp zwei Kilometer südöstlich verläuft der Arroyo Feliciano. Zwischen diesem und der Ortschaft fließt zudem der Arroyo Sauce. Südöstlich liegt die Departamento-Hauptstadt Durazno, während nordöstlich Carlos Reyles, im Norden Baygorria und in westlicher Richtung Andresito gelegen sind.

## Infrastruktur
Es besteht eine Straßenverbindung nach Durazno.

## Einwohner
Feliciano hatte bei der Volkszählung im Jahr 2011 77 Einwohner, davon 39 männliche und 38 weibliche.
| Jahr | Einwohner |
| ---- | --------- |
| 1963 | -         |
| 1975 | 83        |
| 1985 | 73        |
| 1996 | 68        |
| 2004 | 70        |
| 2011 | 77        |

Quelle: Instituto Nacional de Estadística de Uruguay